# Wapen van Westerlo

Het huidige wapen van Westerlo.

Het Wapen van Westerlo is het heraldisch wapen van de Antwerpse gemeente Westerlo. Het werd voor het eerst op 6 oktober 1819 door de Hoge Raad van Adel tijdens het Verenigd Koninkrijk der Nederlanden aan de gemeente toegekend, vervolgens op 29 april 1842 bij Koninklijk Besluit in licht gewijzigde versie toegekend en op 8 december 1990 bij Ministerieel Besluit herbevestigd.

## Geschiedenis
Westerlo kende reeds in 1644, ten tijde van koning Filips IV van Spanje, een eigen wapen. Dit wapen was ook terug te vinden op het zegel van Westerlo: een burcht met open poort en vijf torens - verwijzend naar de woning van de heren de Merode - met daarvoor links en rechts van de poort respectievelijk het familiewapen van de familie de Merode en een wapen verwijzend naar het Utrechtse domkapittel van Sint-Maarten - die van oudsher een vinger in de pap te brokken had in de kerk van Westerlo.
Toen men in 1819 voor het eerst een aanvraag deed tot het verkrijgen van een gemeentewapen en hiervoor het zegel opstuurde zonder verder uitleg, werd dit wapen door de Hoge Raad van Adel verleend zonder evenwel de figuur in het rechtse schildje als Sint-Maarten te herkennen en in de Rijkskleuren (azuur en goud) in plaats van met vier palen van keel voor het linkse schildje omdat de kleuren bij de aanvraag niet gespecificeerd waren. Deze fout zou met de toekenning van het wapen - na de Belgische Revolutie - in 1842 worden rechtgezet. Na de fusionering van Westerlo met Tongerlo en Zoerle-Parwijs in 1970, en ten slotte in 1977 met Oevel, werd besloten om het toenmalige wapen van de gemeente Westerlo ook voor de nieuwe fusiegemeente Westerlo te gebruiken.

## Blazoen
De blazoenering van het eerste wapen luidt als volgt:
Van lazuur, beladen met een kasteel van goud, op den voet van hetzelve zijn geplaatst, ter regter zijde een schild van goud met 5 palen van lazuur en ter linker een schild van goud beladen met een span te paard van lazuur, de schildjes gedekt met eene gouden kroon.— Besluit van 6 oktober 1819 door de Hoge Raad van Adel.
De blazoenering van het tweede wapen luidt:
Een blauw veld, met een gulden ongesloóten kasteel, met vyf torentjes ook van goud; waerop, in het onderste deel, ter regter zyde, een gulden schildeken met vier roode staeken, met eenen blauwen rand rondom getand, en ter linker zyde een gulden schildeken met het blauw beéld van St-Merten. De gezeyde schildekens gedekt met eene gulden kroon.— Koninklijk Besluit van de 29 april 1842.
Het huidige wapen heeft de volgende blazoenering:
In lazuur een gemetselde burcht met vier hoektorens en een geopende poorttoren met neergelaten valbrug, waarachter links een slanke torenspits uitkomt, alles van goud; aan de voet van de rechter hoektorens een wapenschild: in goud vier palen van keel en een uitgeschulpte zoom van lazuur, het schild getopt met een kroon met drie fleurons van elkaar gescheiden door twee groepen van vijf parels, waarvan één verheven, van goud; aan de voet van de linker hoektorens een wapenschild: in goud een Sint-Martinus van lazuur, het schild getopt met een kroon met elf parels waarvan drie verheven, van goud.— Ministerieel Besluit van 8 december 1990.

## Verwante wapens

Wapen van het hoofd van het Huis de Merode als markies van Westerlo.
Voormalige wapen van Maartensdijk (ook verwijzend naar het Utrechtse domkapittel).